# Miroslav Podrazký
Miroslav Podrazký (* 18. srpen 1984 v Praze) je český fotbalový záložník, od února 2019 působící v SK Slavia Praha, kde nastupuje za rezervní tým.

## Klubová kariéra
Odchovanec Bohemians Praha 1905, odkud v roce 2005 přišel do 1. FK Příbram. Zde s výjimkou hostování v FK Čáslav strávil 3 roky. Poté přestoupil do FK Baník Sokolov, ze kterého jeho kroky směřovaly do FK Dukla Praha. Před ročníkem 2013/14 odešel na hostování do FK Viktoria Žižkov. Jeho přítelkyní je moderátorka počasí na TV Nova Katka Němcová.